# Бхивани
Бхива́ни (хинди भिवानी, англ. Bhiwani, урду بهوانى‎) — город в индийском штате Харьяна. Административный центр одноимённого округа.

## География
Расположен в 124 км к западу от Дели и в 285 км к юго-западу от Чандигарха, на высоте 224 м над уровнем моря.

## Население
По данным переписи 2001 года, население города насчитывало 169 424 человека. Доля мужчин — 54 %, женщин — 46 %. Уровень грамотности составлял 69 % (76 % мужчин и 62 % женщин). Доля детей в возрасте до 6 лет — 13 %.
По данным переписи 2011 года население Бхивани составляет 197 662 человека.

## Транспорт
Бхивани связан автомобильными и железными дорогами (Горакхдхам Экспресс) с другими городами северной Индии.